# Sarbel
Sarbel, właściwie Charbel Michael (gr. Σαρμπέλ Μιχαήλ; ur. 14 maja 1981 w Southgate w Londynie) – grecko-cypryjski piosenkarz urodzony w Wielkiej Brytanii, reprezentant Grecji w 52. Konkursie Piosenki Eurowizji w 2007 roku.

## Życiorys

### Dzieciństwo i edukacja
Charbel Michael urodził się w Southgate w Londynie jako syn cypryjskiego piosenkarza Eliasa i libańskiej prawniczki. Wraz z rodzicami często wyjeżdżał na wakacje do Grecji i Cypru. W wieku pięciu lat zaczął śpiewać w Angielskiej Operze Narodowej oraz w Operze Królewskiej. Ukończył naukę w Koledżu im. Świętego Ignacego w Enfield. 
Jako osiemnastolatek lat wyjechał na Kretę, gdzie śpiewał w Heraklion Palladium. Studiował na uniwersytecie muzykę, a w trakcie ostatniego roku nauki przeniósł się do Aten w ramach programu Erasmus. Podczas pobytu w stolicy Grecji poznał Yiannisa Doulamisa, producenta greckiego oddziału wytwórni Sony BMG, z którym piosenkarz podpisał sześcioletni kontrakt. Wówczas zaczął posługiwać się pseudonimem Sarbel.

### Kariera muzyczna
W 2004 Sarbel wydał debiutancki singiel „Se pira sowara”, który zwiastował jego pierwszą płytę studyjną zatytułowaną Parakseno sinestima wydaną kilka tygodni później. Krążek promowany był również przez dwa inne single: „Sokolata” i „Enas apo mas”, a także uzyskał status złotej płyty w kraju. W 2005 roku na rynku ukazała się reedycja albumu wzbogacona o trzy nowe piosenki. W tym samym roku Sarbel wystąpił podczas gali wręczenia nagród telewizji MAD, na której odebrał statuetkę w kategorii Najlepszy debiut roku.

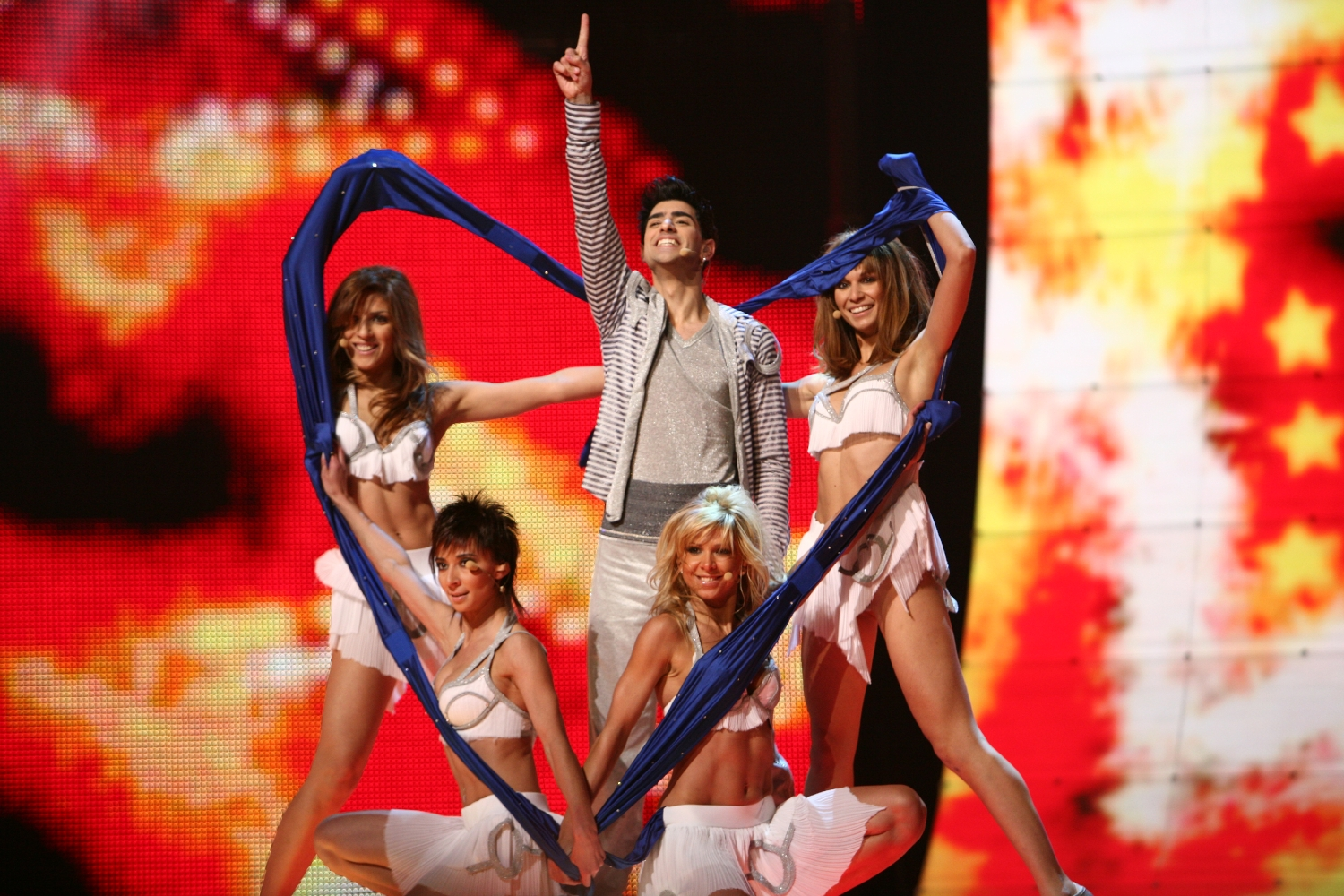
Sarbel podczas występu w 52. Konkursie Piosenki Eurowizji w 2007 roku

W czerwcu 2006 roku premierę miała jego druga płyta studyjna zatytułowana Sahara, na której gościnnie pojawiła się m.in. Natassa Teodoridu. W tym samym roku piosenkarz wystąpił na ceremonii wręczenia nagród muzycznych telewizji Mad, podczas której zaśpiewał swoją interpretację przeboju „Thriller” Michaela Jacksona. W 2007 roku zgłosił się do udziału w krajowych eliminacjach eurowizyjnych z piosenką  „Yassou Maria”. Pod koniec lutego wystąpił w finale selekcji, w którym zdobył największe poparcie jurorów i telewidzów, dzięki czemu został wybrany na reprezentanta Grecji w 52. Konkursie Piosenki Eurowizji organizowanym w Helsinkach. Dzięki zajęciu miejsca w pierwszej dziesiątce przez Annę Vissi podczas konkursu w 2006 roku, Sarbel miał zapewnione miejsce w stawce finałowej kolejnego widowiska.12 maja piosenkarz wystąpił w finale widowiska i zajął ostatecznie siódme miejsce ze 139 punktami na koncie, w tym m.in. z maksymalnymi notami 12 punktów od Bułgarii i Cypru. 
W marcu ukazała się europejska wersja jego ostatniej płyty pt. Sahara, która została wzbogacona o kilka numerów utworów. Latem 2008 roku wystąpił na Cypryjskim Festiwalu Wina w Londynie, a w lipcu wydał swój trzeci album studyjny zatytułowany Kati san esena. Krążek promowany był przez singiel „Echo trelati”. 
Pod koniec maja 2009 roku premierę miał jego nowy singiel „Mou paei”. W listopadzie 2011 roku wydał swój nowy singiel „Pu na girnas”, zaś w grudniu 2012 – utwór „Proti ptisi”.

## Dyskografia

### Albumy studyjne
- Parakseno sinestima (2004; reedycja w 2005)
- Sahara (2006; reedycja w 2007)
- Kati san esena (2008)

### Single
- 2004 – „Se pira sowara”
- 2005 – „Sokolata”
- 2005 – „Telo na petakso”
- 2006 – „Sahara”
- 2006 – „Takse mu”
- 2006 – „Enas apo mas”
- 2007 – „Yassou Maria”
- 2008 – „Echo trelatei”
- 2009 – „Mu paei”
- 2011 – „Kafto kalokairi”
- 2011 – „Pu na girnas”
- 2013 – „Proti ptisi”